# EKW C-36
EKW C-36 là một loại máy bay chiến đấu đa năng của Thụy Sĩ trong thập niên 1930 và 1940.

## Biến thể
C-3601
C-3602
C-3603
C-3603-0
C-3603-1
C-3603-1 Tr
C-3604
C-3605

## Quốc gia sử dụng
Switzerland
- Không quân Thụy Sĩ

## Tính năng kỹ chiến thuật (C-3603)
Dữ liệu lấy từ Enduring Tug:The Swiss C-36 Series
Đặc điểm tổng quát
- Kíp lái: 2
- Chiều dài: 10.23 m (33 ft 2⅓ in)
- Sải cánh: 13.74 m (45 ft 1 in)
- Chiều cao: 3.29 m (10 ft 9½ in)
- Diện tích cánh: 28.4 m2 (305.7 ft2)
- Trọng lượng rỗng: 2.315 kg (5.103 lb)
- Trọng lượng có tải: 4.085 kg (9.006 lb)
- Powerplant: 1 × Hispano-Suiza HS-51 12Y, 746 kW (1.000 hp) mỗi chiếc

Hiệu suất bay
- Vận tốc cực đại: 476 km/h (296 mph)
- Tầm bay: 680 km (425 dặm)
- Thời gian bay: 2 giờ
- Trần bay: 8.700 m (28.550 ft)
- Vận tốc lên cao: 10,4 m/s (2.050 ft/phút)

Vũ khí trang bị
- 1× pháo 20 mm và 2× súng máy 7,5 mm
- 2× súng máy 7,5 mm
- 400 kg (880 lb) bom